# Янко Янев (офицер)
Янко Канев Янев е български офицер, бригаден генерал.

## Биография
Роден е на 5 януари 1953 г. Завършва техникум в Хасково. През 1976 г. завършва Висшето народно военно училище „Васил Левски“ с профил „Мотострелкови“. Започва службата си като командир на взвод. През 1983 г. завършва Военната академия „Г.С. Раковски“ в София, а през 1996 г. Военната академия на Генералния щаб на Въоръжените сили на Руската федерация в Москва. На 19 август 1996 г. е назначен за командир на 17-а мотострелкова дивизия, считано от 1 септември 1996 г.По-късно завършва Великотърновския университет със специалност „Счетоводство и контрол“. На 11 април 2000 г. е освободен от длъжността командир на 17-а мотострелкова дивизия. На 25 април 2003 г. е назначен за командир на 2-ра лека пехотна бригада и удостоен с висше военно звание бригаден генерал. На 3 май 2004 г. е освободен от длъжността командир на 2-ра лека пехотна бригада и назначен за началник на Централния учебен център за подготовка на младши командири и новобранци „Христо Ботев“. На 4 май 2005 г. е назначен за командир на Учебна база „Христо Ботев“. На 25 април 2006 г. е освободен от длъжността командир на Учебна база „Христо Ботев“, считано от 1 юни 2006 г.

## Заемани длъжности
- командир на взвод – 1976 – 1977
- командир на рота – 1977 – 1981
- командир на батальон – 1983 – 1984
- пом.-началник на оперативно отделение в щаба на 17-а МСД – 1984 – 1986
- старши пом.-началник на оперативно отделение в щаба на 17 МСД – 1986 – 1989
- Началник на оперативно отделение и зам.-началник щаб на 17 МСД – 1989 – 1992
- началник-щаб на дивизия 1992 – 1994
- началник на оперативен отдел в щаба на 2-ра армия – 1994 – 1995
- командир на 17 мотострелкова дивизия – 1996 – 2000
- командир на 17 механизирана бригада – април 2000 – септември 2000
- Зам.-командир по бойната подготовка на 3-ти армейски корпус – октомври 2000 – 30 септември 2002
- Зам.-командир по бойната подготовка на 2-ри армейски корпус – октомври 2002 – май 2003
- командир на 2-ра механизирана бригада – май 2003 – май 2004
- командир на учебна база „Христо Ботев“ – 2004 – 2006[8][9]
- Излиза в запаса през май 2007 г.
- От 11.02.2008 до 27.12.2009 работи в МИС като главен експерт в ОУ „ГЗ“ – Пловдив
- От 28.12.2009 до 27.12.2011 г. е офицер в МВР, инспектор в ГД „ПБЗН“.
- От 2009 г. е председател на Областния съвет на Съюза на офицерите и сержантите от запаса и резерва в Пловдивска област.

## Образование
- Висше народно военно училище „Васил Левски“ с профил „Мотострелкови“ – до 1976
- Военна академия „Г.С. Раковски“ в София – до 1983 г.
- Военна академия на Генералния щаб на Въоръжените сили на Руската федерация в Москва. – до 1996 г.
- Великотърновски университет „Св. св. Кирил и Методий“ – до 2002

## Военни звания
- Лейтенант (1976)
- Старши лейтенант (1979)
- Капитан (1983)
- Майор (1988)
- Подполковник (1992)
- Полковник (1996)
- Бригаден генерал (6 май 2003)

### Награди
- Медал за отличие в БА – 1977
- Награден знак за вярна служба под знамената – Трета степен – 1992
- Награден знак за вярна служба под знамената – Втора степен – 1998
- Лично огнестрелно оръжие от Министъра на отбраната – 2003